# Ghiandola sudoripara
Le ghiandole sudoripare sono ghiandole esocrine tipiche dei mammiferi. Esse partecipano alla regolazione della temperatura corporea e alla eliminazione di sostanze di rifiuto mediante l'emissione del sudore. Il sudore arriva in superficie attraverso i dotti escretori.

## Struttura

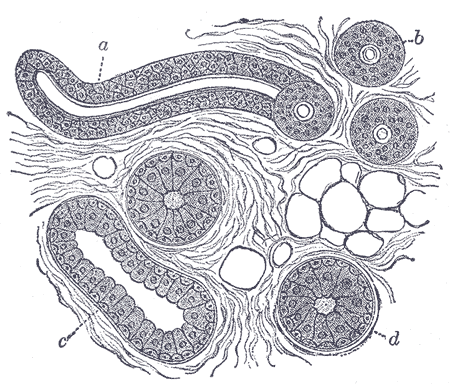
Ghiandole sudoripare in sezione (dallAnatomia del Gray)

Sono ghiandole glomerulari avvolte a gomitolo nel derma. Possono avere secrezione merocrina o apocrina.
Le merocrine sono disseminate su tutta la superficie corporea, sia sulla cute sottile che sulla cute spessa.
Le apocrine sono associate al pelo, si trovano tipicamente nella cute che ricopre il cavo ascellare, l'inguine e il perineo. Il loro secreto, a contatto con i batteri presenti sulla cute produce un odore acro - salato tipico del sudore. 
Le ghiandole mammarie e le ghiandole ceruminose della cute del meato acustico esterno sono da considerarsi ghiandole sudoripare apocrine modificate.
Le ghiandole sudoripare possono essere idealmente divise in due distinte porzioni con diversa funzione: 
- la porzione glomerulare è quella zona della ghiandola in cui avviene il passaggio di elettroliti, quali NaCl e HCl in associazione ad acqua, dall'interstizio peritubulare al lume;
- il dotto escretore è invece quella zona della ghiandola in cui avviene il riassorbimento degli elettroliti stessi e che funge da canale per portare in superficie il secreto.

## Funzione
Le ghiandole sudoripare sono preposte alla produzione di sudore; tale processo implica l'utilizzo delle pompe Na/K a livello della porzione glomerulare per effettuare il trasferimento degli elettroliti al lume. 
Il sudore è un'importantissima via tramite la quale il corpo umano è in grado di dissipare calore e rappresenta, tra l'altro, l'unico vero sistema di raffreddamento quando la temperatura ambiente supera i 37 °C. 
Il sudore viene prodotto in modo continuativo e va a formare sulla cute un velo idrico che a contatto con l'atmosfera evapora portando con sé il calore in eccesso prodotto dal corpo. Questo sistema si dimostra però inefficiente qualora la pressione parziale di vapore acqueo in atmosfera sia maggiore di quella corporea: in questo caso il sudore non evapora e compare la caratteristica sensazione di bagnato in associazione ad un aumento della temperatura corporea.
La capacità del dotto escretore di riassorbire elettroliti è tanto più efficiente tanto più il sudore viene prodotto lentamente, in questo caso lo stesso risulta essere molto diluito (bassa concentrazione di elettroliti, ad eccezione del K che viene comunque riassorbito in modo efficiente) e quindi efficace per quanto riguarda la dissipazione termica. 
Quando invece il sudore viene prodotto rapidamente il dotto escretore non è in grado di svolgere la sua funzione di riassorbimento in modo efficace, il sudore sarà dunque ricco di elettroliti: ciò comporta una ridotta efficienza nella dissipazione termica ed un conseguente aumento dell'attività ghiandolare per sopperire all'aumento di temperatura, tutto ciò si traduce in un rapido processo di disidratazione.

## Acclimatazione
Il meccanismo di acclimatazione entra in gioco lentamente e deve essere considerato come uno di quei processi che ha permesso all'uomo di adattarsi a climi particolarmente proibitivi. 
L'acclimatazione è quel processo tramite il quale il corpo si abitua  gradualmente a riassorbire, grazie ai dotti escretori ghiandolari, la maggior parte degli elettroliti del sudore sebbene la produzione dello stesso sia accelerata a causa delle elevate temperature.